# 博谢讷 (卢瓦-谢尔省)
博谢讷（法語：Beauchêne，法語發音：[boʃɛn] ⓘ）是法国卢瓦-谢尔省的一个市镇，属于旺多姆区。

## 地理
博谢讷（47°56'26"N, 0°58'10"E）面积10.08 平方千米，位于法国中央-卢瓦尔河谷大区卢瓦-谢尔省，该省份为法国中北部省份，北起厄尔-卢瓦省，东北接卢瓦雷省，东南接谢尔省，南至安德尔省，西南接安德尔-卢瓦尔省，西北接萨尔特省。
与博谢讷接壤的市镇（或旧市镇、城区）包括：当泽、罗米伊、圣马克迪科尔、勒唐普勒。
博谢讷的时区为UTC+01:00、UTC+02:00（夏令时）。

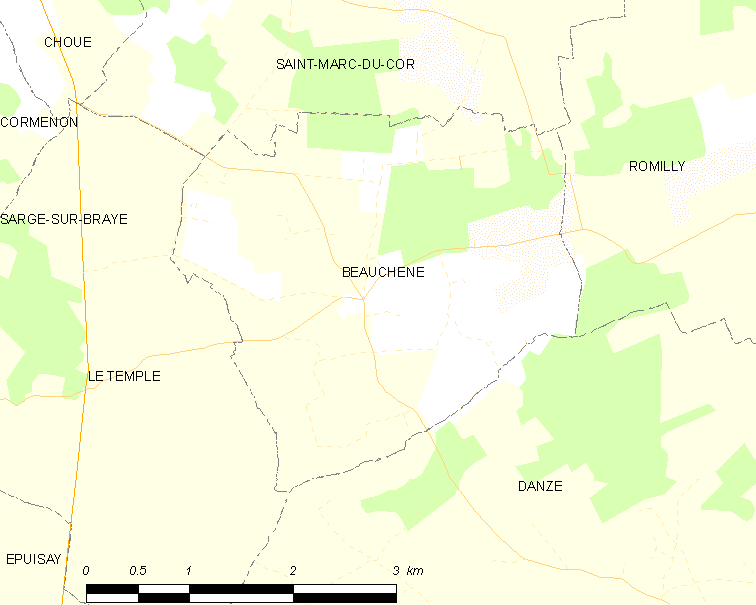
博谢讷的OSM定位图

## 行政
博谢讷的邮政编码为41170，INSEE市镇编码为41014。

## 政治
博谢讷所属的省级选区为佩尔什县。

## 人口

1962-2008年间博谢讷人口变化图示

博谢讷于2022年1月1日时的人口数量为165人。